# David Régis
David Régis est un footballeur international américain, français de naissance, né le 2 décembre 1968 à La Trinité (Martinique).
En 2017, il est le manager général de la sélection de la Martinique.

## Biographie

### Carrière de joueur
David Régis est le plus jeune d'une fratrie de 10 (4 frères et 5 sœurs). Son père est un marin à la retraite et sa mère une mère au foyer habitant en Martinique.
Il quitte la Martinique à l'âge de 10 ans pour la France avec comme but de devenir footballeur professionnel. Il passe une partie de son enfance à Villeneuve-Saint-Georges (Val-de-Marne). Il ne néglige pas les études et obtient un diplôme d'informatique et commence sa carrière professionnelle en 1988 au Valenciennes FC. Lors d'un match comptant pour les 32e de finale de la Coupe France (1990-1991) opposant Valenciennes à Saint-Étienne, David Régis remplaça Jean-Pierre Tempet au poste de gardien à la suite de la grave blessure de ce dernier. Malgré une très bonne prestation, Valenciennes s'inclinera finalement 4-3.
En 1992, après une année très aboutie pour le club du Nord, Valenciennes FC finit vice-champion de Division 2 en 1992. En 1993, il part pour le RC Strasbourg où il devient un joueur très important de l'effectif. Il y joue plus d'une centaine de matchs, joue la finale de la Coupe de France 1995 et fait ses débuts en coupe UEFA en 1995.
Le 10 juin 1995, il se marie avec Nikki, une américaine originaire de Savannah, qu'il a rencontrée en 1994 à Strasbourg, ils étaient voisins et Nikki faisait ses études en France.
Il passe ensuite un an au RC Lens, il y fait une bonne saison mais est transféré à l'été 1997 à Karlsruhe. En Allemagne, ses performances sont remarquées, notamment par Steve Sampson, sélectionneur américain de l'époque qui le supervise et accélère les démarches administratives pour qu'il obtienne la nationalité américaine au plus vite pour jouer la Coupe du monde 1998. Il devient officiellement citoyen américain le 10 juin 1998, jour du début de la compétition.
À la fin de cette saison allemande, Karlsruhe est relégué et il revient en France, au FC Metz. Il déclarera plus tard que ce retour en France était une erreur : "j'avoue d'ailleurs que ma plus grande erreur fut de revenir en France ensuite."
Il va finalement rester 4 années au FC Metz (malgré 6 mois à Cagliari), et jouer la finale de la Coupe de la Ligue en 1999 (défaite 0-1 contre le RC Lens).
Il prend sa retraite internationale en 2002, joue 1 an à l'ES Troyes AC. Il quitte le club aubois pour rejoindre la Belgique et le FC Bleid en 2005. En 2007, le club échoue dans l'accession à la Division 3 en perdant dans le Tour final. En 2008, ayant terminé 3e, le club n'est pas qualifié pour ce Tour Final de montée.
En 2022, le magazine So Foot le classe dans le top 1000 des meilleurs joueurs du championnat de France, à la 420e place.

### Carrière de technicien
Le 27 janvier 2017, David Régis est nommé pour une mission de 6 mois en tant que manager général de l'équipe de Martinique de football. En novembre 2017, il joue à Briey en PHR, et est conseiller de ce club. Il rejoint le 31 mai 2018 le club de Régionale 3 (8e division) de l'ASPSF Thionville.

## Clubs
| Saison  | Club                          | Pays          | Matchs (Buts) | Europe : Matchs (Buts) | États-Unis |
| ------- | ----------------------------- | ------------- | ------------- | ---------------------- | ---------- |
| 1988-89 | Valenciennes FC               | France        | 9 (1)         | -                      |            |
| 1989-90 | Valenciennes FC               | France        | 33 (1)        | -                      |            |
| 1990-91 | Valenciennes FC               | France        | 0 (0)         | -                      |            |
| 1991-92 | Valenciennes FC               | France        | 25 (0)        | -                      |            |
| 1992-93 | Valenciennes FC               | France        | 33 (0)        | -                      |            |
| 1993-94 | RC Strasbourg                 | France        | 30 (2)        | -                      |            |
| 1994-95 | RC Strasbourg                 | France        | 28 (0)        | -                      |            |
| 1995-96 | RC Strasbourg                 | France        | 35 (0)        | C3 4 (0)               |            |
| 1996-97 | RC Lens                       | France        | 28 (1)        | C3 : 2 (0)             | 5          |
| 1997-98 | Karlsruher SC                 | Allemagne     | 30 (5)        | C3 : 6 (1)             | 1          |
| 1998-99 | FC Metz                       | France        | 21 (0)        | C1 : 2 (0) C3 : 2 (0)  | 1          |
| 1999-00 | FC Metz →Cagliari Calcio prêt | France Italie | 7 (0) ?       | -                      | 4          |
| 2000-01 | FC Metz                       | France        | 19 (0)        | -                      | 7          |
| 2001-02 | FC Metz                       | France        | 25 (0)        | -                      | 9          |
| 2002-03 | ES Troyes AC                  | France        | 19 (0)        | -                      |            |
| 2005-06 | FC Bleid                      | Belgique      | 24 (0)        | -                      |            |
| 2006-07 | FC Bleid                      | Belgique      | 17 (2)        | -                      |            |
| 2007-08 | FC Bleid                      | Belgique      | 26 (3)        | -                      |            |

## Palmarès
- 27 sélections et 0 but en équipe nationale
- Participe à la Coupe du monde 1998 et à la Coupe du monde 2002 (sans jouer) avec les États-Unis

- Division 2 :
  - 1er du groupe A en 1992 avec Valenciennes

- Coupe de France :
  - Finaliste en 1995 avec le RC Strasbourg

- Coupe de la Ligue :
  - Finaliste en 1999 avec le FC Metz

- Coupe Intertoto :
  - Finaliste en 1999 avec le FC Metz

- Élu meilleur joueur du mois en novembre 1997 par le journal allemand Kicker alors qu'il joue au Karlsruher SC